# Between a breath and a breath
Between a breath and a breath is het enige album voortkomende uit de samenwerking tussen Judy Dyble en David Longdon. Beiden komen uit de Britse muziekwereld en verdienden hun sporen in de bands Fairport Convention en Big Big Train (BBT). 
Kennismaking vond plaats tijdens en na een concert dat BBT had gegeven in 2015. Dyble nam contact op met Longdon of hij bereid was samen (of met Big Big Train) een album op te nemen. Het leverde een eerste samenwerking op, op de track The ivy gate van BBT's Grimspound. Het werd uitgediept tijdens de opnamen van Between a breath and a breath. Dyble schreef voor dat album de teksten, Longdon de muziek. De teksten zijn somber van aard, van de hoopvolle, maar uiteindelijk valse beloften van astrologen tot mensen die niet (meer) gehoord worden. De muziekstijl neigt meer naar de folk van Dyble dan naar de progressieve rock van Longdon. Van die laatste stroming zijn er wel sporen te horen, want Longdon schakelde een aantal van zijn collegabandleden in. Het album dat opgenomen werd in diverse geluidsstudios, waaronder de Real World Studios, werd gestoken in een hoes van Sarah Louis Ewing, een stilleven over leven en dood. Dyble overleed 12 juli 2020.   

## Musici
- Judy Dyble – zang, autoharp
- David Longdon – zang, akoestische en elektrische gitaar, piano, mandoline, harmonium, theremin, ebow, mellotron, synthesizers, vibrafoon, marxofoon (akkoordciter aangeslagen op pianowijze), dwarsfluit, glockenspiel
- Dave Gregory (BBT) – elektrische gitaren (track 1)
- Andy Lewis (band Paul Weller) – basgitaar (tracks 1, 6)
- Jeff Davenport (Jade Warrior) – drumstel, percussie (alle tracks behalve 5)
- Rachel Hall (BBT) – viool (tracks 2, 5)
- Sarah Ewing (de hoesontwerpster, ook van BBT), Ferya de la Bédoyere, Eleanor Hellsten, Lara Perry – spreekstemmen (track 2), Ewing ook track 5
- Danny Manners (BBT) – contrabas (tracks 2, 4, 5, 7)
- Greg Spawton (BBT) – Moog Taurus baspedalen (track 2, 5), basgitaar (track 5)
- Luca Calabrese (Isildurs Bane)– trompet (tracks 3, 7)
- Dave Sturt (Gong, band Steve Hillage)– fretloze basgitaar (track 3)
- Rikard Sjöblom (Beardfish, BBT)– accordeon (track 5)
- Nick D'Virgilio (Spock's Beard, BBT)– drumstel, percussie (track 5)
- Patrick Phillips – waterphone (track 7)

## Muziek
| Nr. | Titel                                          | Duur  |
| --- | ---------------------------------------------- | ----- |
| 1.  | Astrologers (Dyble, Longdon)                   | 5:57  |
| 2.  | Obedience (Dyble, Longdon)                     | 5:14  |
| 3.  | Tidying away the pieces (Dyble, Longdon)       | 5:00  |
| 4.  | Between a breath and a breath (Dyble, Longdon) | 4:04  |
| 5.  | France (Dyble, Longdon)                        | 11:40 |
| 6.  | Whisper (Dyble, Longdon)                       | 7:32  |
| 7.  | Heartwashing (Dyble, Longdon)                  | 2:42  |

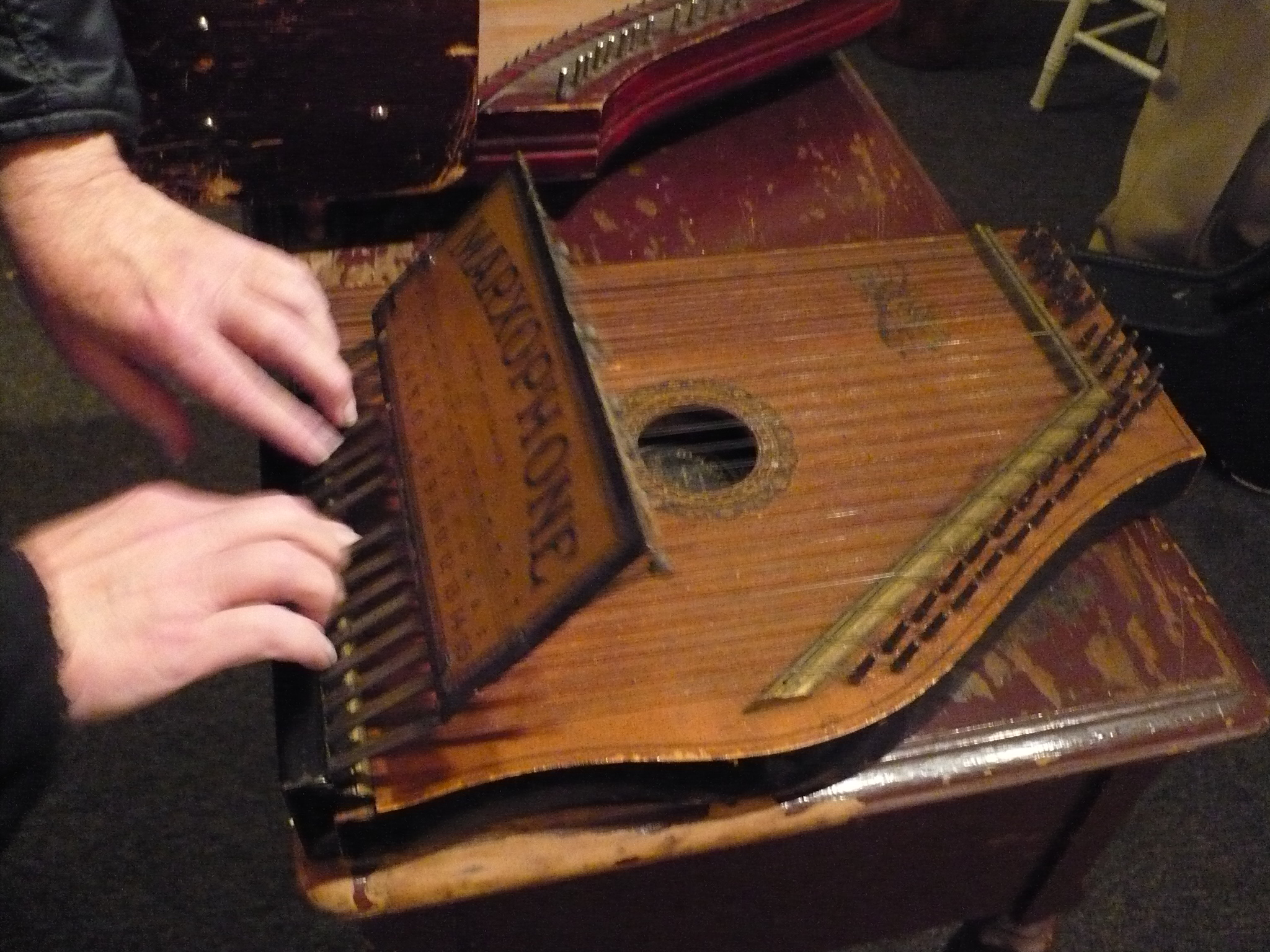
Marxophone (foto 2008)

Het album werd zowel op elpee als op compact disc uitgebracht.